# レティシア・メイニャン
レティシア・メイニャン（Laëtitia Meignan 1960年6月25日-) は、フランスのパリ出身の柔道選手。現役時代は72kg級の選手。身長163cm。

## 人物
1986年の世界選手権無差別では72kg級の選手ながら3位になった。1987年の世界選手権72kg級では5位だった。1991年の世界選手権では準決勝で田辺陽子に内股で一本負けしたが3位となった。翌年のバルセロナオリンピックでは初戦でオランダのイレーネ・ドゥコックに判定で敗れるが、その後敗者復活を勝ち上がって銅メダルを獲得した。1993年にはフランス国際で優勝してヨーロッパ選手権でも3連覇を飾ったものの、世界選手権では5位に終わった。

## 主な戦績
- 1983年 - イギリス国際　無差別　3位
- 1984年 - 世界学生　2位
- 1985年 - ドイツ国際　優勝
- 1986年 - ヨーロッパ選手権　3位
- 1986年 - オーストリア国際　2位
- 1986年 - オランダ国際　2位
- 1986年 - 世界選手権　無差別　3位
- 1987年 - ヨーロッパ選手権　3位
- 1987年 - オーストリア国際　3位
- 1987年 - 世界選手権　5位
- 1988年 - フランス国際　3位
- 1988年 - ヨーロッパ選手権　3位
- 1989年 - イギリス国際　3位
- 1990年 - ドイツ国際　3位
- 1990年 - ヨーロッパ選手権　3位
- 1991年 - フランス国際　3位
- 1991年 - ヨーロッパ選手権　優勝
- 1991年 - 世界選手権　3位
- 1992年 - ヨーロッパ選手権　優勝
- 1992年 - バルセロナオリンピック　3位
- 1992年 - 福岡国際　2位
- 1993年 - フランス国際　優勝
- 1993年 - ヨーロッパ選手権　優勝
- 1993年 - 世界選手権　5位